# Angst (musikalbum med Hybrid)
Angst är det spanska progressiva death metal-bandet Hybrids andra studioalbum, som släpptes 2013 via det amerikanska skivbolaget Deepsend Records.

## Låtlista
1. "Flesh Fusion Threshold" – 4:46
2. "Enter the Void" – 5:19
3. "Collapse to None" – 4:57
4. "Self-Implosion" – 4:02
5. "Cuando el destino nos alcance" (instrumental) – 3:50
6. "Angst-Ridden Inertia" – 5:24
7. "Doomed to Failure" – 6:09

Text: Chus Maestro
Musik: Hybrid

## Medverkande
Musiker (Hybrid-medlemmar)
- Chus Maestro – trummor, sång
- Iván Durán – gitarr, sång
- Antonio Sanchez – gitarr, sitar

Bidragande musiker
- Alex Martin – growl
- Eric Da Silva – tal
- Carlos Sánchez – didjeridu
- Óscar Martín Diez-Canseco – basgitarr, sång, keyboard, programmering
- Alex Diez – klarinett

Produktion
- Chus Maestro – producent, omslagskonst
- Iván Durán – ljudtekniker (gitarrer)
- Pete Mendes, Daniel Cardoso – ljudtekniker (trummor, sång)
- Óscar Martín – ljudtekniker (basgitarr, keyboard, bakgrundssång)
- Carlos Santos – ljudmix
- Alan Douches – mastering
- Erik Söderberg – omslagskonst